# Ghislain D'Hondt
Ghislain D'Hondt of Dhondt (Oostrozebeke, 15 april 1889 - 5 maart 1956) was een Belgisch senator.

## Levensloop
De landbouwer D'Hondt was een zoon van Ferdinand D'Hondt en Hortense Ghesquière. In 1923 trouwde hij met Margaretha Vandaele.
Hij werd actief bij socialistische organisaties. Van 1921 tot 1947 was hij gemeenteraadslid van Oostrozebeke, een gemeente waarvan hij schepen werd (1932-1938) en vervolgens korte tijd burgemeester (1946-1947).
In 1921 werd hij ook verkozen tot provincieraadslid voor het kanton Tielt en bleef dit tot aan zijn ontslag in 1928.
In 1946 werd hij verkozen tot socialistisch senator voor het arrondissement Roeselare-Tielt. Hij bleef dat mandaat uitoefenen tot aan zijn dood.